# Peter Lehmann (Verleger)

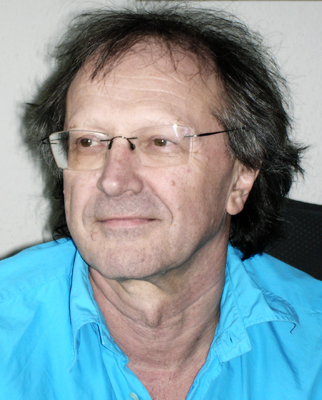
Peter Lehmann (2005)

Peter Lehmann (* 3. September 1950 in Calw im Schwarzwald) ist ein deutscher Pädagoge, Autor und Buchverleger (Antipsychiatrieverlag) sowie Aktivist der humanistischen Antipsychiatrie in Berlin.

## Leben
Peter Lehmann absolvierte ein Diplomstudium im Fach Pädagogik. Er vertritt seit Ende der 1970er-Jahre Positionen der humanistischen Antipsychiatrie und arbeitet als Autor und Herausgeber von Sachbüchern sowie Fachbüchern, Verleger und Fortbildner.
1980 war er Mitbegründer der Berliner Irren-Offensive e.V., 1987 von Psychex und 2015 von Psychexodus (beide Schweiz), 1989 des Vereins zum Schutz vor psychiatrischer Gewalt e.V., 1991 des Europäischen Netzwerks von Psychiatriebetroffenen (ENUSP), 1996 des Berliner Weglaufhauses und 1997 des Weltnetzwerks von Psychiatriebetroffenen (WNUSP). Als Vertreter von MindFreedom International, ENUSP und dem Bundesverband Psychiatrie-Erfahrener e.V. gehörte er 2007 dem Organisationskomitee der Konferenz Zwangsbehandlung in der Psychiatrie, veranstaltet von der World Psychiatric Association in Dresden an.
Seit 2000 gibt er das in Großbritannien erscheinende Journal of Critical Psychology, Counselling and Psychotherapy mit heraus.
Seit 2022 ist er Mitglied des Fachausschusses Psychopharmaka der Deutschen Gesellschaft für soziale Psychiatrie e.V. (DGSP).

## Auszeichnungen
- 2010: Philosophische Fakultät der Aristoteles-Universität Thessaloniki (Griechenland), Psychologische Abteilung: Ehrendoktorwürde.
- 2011: Verdienstorden der Bundesrepublik Deutschland.[3]

## Veröffentlichungen
- Humanistische Antipsychiatrie – Texte aus 45 Jahren. Berlin & Lancaster: Peter Lehmann Publishing 2025, ISBN 978-3-910546-24-0, ISBN 978-3-910546-25-7.
- als Hrsg. mit Craig Newnes: Withdrawal from prescribed psychotropic drugs. E-Book, Peter Lehmann Publishing, Berlin / Lancaster 2021, aktualisierte Ausgabe 2025, ISBN 978-3-925931-83-3, ISBN 978-3-925931-84-0, ISBN 978-0-9545428-8-7. Gedruckte Ausgabe: Lancaster, Egalitarian Publishing 2023, ISBN 978-183806361-0.
- als Hrsg. mit Craig Newnes: Psychopharmaka reduzieren und absetzen. Praxiskonzepte für Fachkräfte, Betroffene, Angehörige. Berlin / Lancaster: Antipsychiatrieverlag, 2024, ISBN 978-3-925931-99-4. Und: Köln, Pschiatrieverlag, ISBN 978-3-96605-212-2.
- Η επιστροφή του ηλεκτροσόκ – Θεραπεία ή βλάβη; Edition Nissides, Thessaloniki 2022, ISBN 978-618-5228-87-3.
- als Hrsg. mit Bhargavi Davar und Peter Stastny: Shodh: Psychiatry pallikadill vatancha. BAPU Trust for Research on Mind & Discourse, Pune 2019, ISBN 978-81-941730-5-2.
- als Hrsg.: Psychotropes, Réussir son Sevrage – Se désaccoutumer avec succès des neuroleptiques, antidéprésseurs, thymorégulateurs, psychostimulants et tranquilisants. Éditions Résurgence (Marco Pietteur), Embourg (Belgien) 2018, ISBN 978-2-87434-170-0.
- als Hrsg. mit Salam Gómez: Dejando los medicamentos psiquiátricos – Estrategias y vivencias para la retirada exitosa de antipsicóticos, antidepresivos, estabilizadores del ánimo, psicoestimulantes y tranquilizantes. E-Books, Berlin / Peter Lehmann Editorial, Shrewsbury 2018, ISBN 978-3-925931-52-9, ISBN 978-3-925931-53-6, ISBN 978-3-925931-80-2.
- mit Volkmar Aderhold, Marc Rufer und Josef Zehentbauer: Neue Antidepressiva, atypische Neuroleptika – Risiken, Placebo-Effekte, Niedrigdosierung und Alternativen. Mit einem Exkurs zur Wiederkehr des Elektroschocks. Peter Lehmann Publishing, Berlin / Shrewsbury  2017, ISBN 978-3-925931-68-0; aktualisierte E-Book-Ausgabe 2025.
- als Hrsg. mit Peter Stastny und Anna Emmanouelidou: Αντί της ψυχιατρικής. Η φροντίδα του ψυχικού πόνου έξω από την ψυχιατρική. Edition Nissides, Thessaloniki 2012, ISBN 978-960-9488-26-6.
- als Hrsg. mit Anna Emmanouelidou: Βγαί νοντας από τα ψυχοφάρμακα – Εμπειρίες επιτυχημένης διακοπής νευρολη πτικώ ν, αντικατα θλιπτικών, λιθίου, καρβαμαζεπίν ης και αγχολυτικών. Edition Nissides,  Thessaloniki 2008; 3., überarbeitete Auflage ebenda 2024, ISBN 978-960-8263-81-9.
- als Hrsg. mit Peter Stastny: Statt Psychiatrie 2. Berlin / Eugene / Shrewsbury 2007, ISBN 978-3-925931-38-3. E-Book Ausgabe 2025.
- als Hrsg. mit Peter Stastny: Alternatives beyond psychiatry. Berlin / Eugene / Shrewsbury: Peter Lehmann Publishing 2007, ISBN 978-0-9545428-1-8, ISBN 978-0-9788399-1-8. E-Book-Ausgabe 2025.
- als Hrsg.: Coming off Psychiatric Drugs: Successful withdrawal from neuroleptics, antidepressants, lithium, carbamazepine and tranquilizers. Berlin / Eugene / Shrewsbury: Peter Lehmann Publishing 2004, ISBN 978-0-9545428-0-1, ISBN 978-0-9788399-0-1. Aktualisierte E-Book-Ausgabe 2025.
- als Hrsg.: Psychopharmaka absetzen – Erfolgreiches Absetzen von Neuroleptika, Antidepressiva, Phasenprophylaktika, Ritalin und Tranquilizern. Berlin: Antipsychiatrieverlag 1998 (5., überarbeitete und aktualisierte Auflage 2019), ISBN 978-3-925931-27-7. Aktualisierte E-Book-Ausgabe 2025.
- Schöne neue Psychiatrie. Band 1: Wie Chemie und Strom auf Geist und Psyche wirken. Berlin: Antipsychiatrieverlag 1996, ISBN 978-3-925931-09-3. E-Book-Neuausgabe 2025.
- Schöne neue Psychiatrie. Band 2: Wie Psychopharmaka den Körper verändern. Berlin: Antipsychiatrieverlag 1996, ISBN 978-3-925931-10-9. E-Book-Neuausgabe 2025.
- als Hrsg. mit Kerstin Kempker: Statt Psychiatrie. Berlin: Antipsychiatrieverlag 1993, ISBN 3-925931-07-4.
- Der chemische Knebel. Warum Psychiater Neuroleptika verabreichen. Antipsychiatrieverlag, Berlin 1986; Nachdruck ebenda 2010, ISBN 978-3-925931-31-4. E-Book-Neuausgabe 2025.